# 52030 Maxvasile
52030 Maxvasile è un asteroide della fascia principale. Scoperto nel 2002, presenta un'orbita caratterizzata da un semiasse maggiore pari a 2,4091828 au e da un'eccentricità di 0,1373143, inclinata di 4,74330° rispetto all'eclittica.
L'asteroide è dedicato al professore dell'Università di Strathclyde Massimiliano Vasile.